# Ooike
Ooike est une section de la commune belge de Wortegem-Petegem située en Région flamande dans la province de Flandre-Orientale. C'était une commune à part entière avant la fusion des communes de 1977. Lors de cette fusion une partie du territoire est annexée par la commune d'Audenarde alors que le village devient une section de Wortegem-Petegem.

## Toponymie
Hoica (965), Hoika (966 ), Odeka (1038 ), Hodecca (1067), Odeca (1166), Odeche (± 1175), Odeke (± 1185)

## Démographie

### Évolution démographique

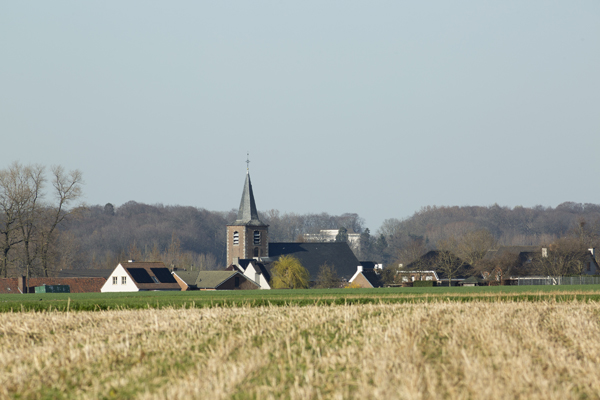
Vue de l'église.

- Sources : INS, Rem. : 1831 jusqu'en 1970 = recensements, 1976 = nombre d'habitants au 31 décembre[2].